# 无为站
无为站是合福客运专线上的一座车站，位于中华人民共和国安徽省芜湖市无为市福渡镇，隶属于上海铁路局，于2015年6月28日开通运营。